# Guizhou Youngman Yunque Automobile Company

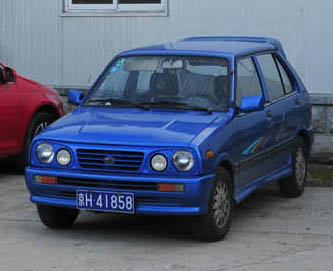
Yunque GHK 7071

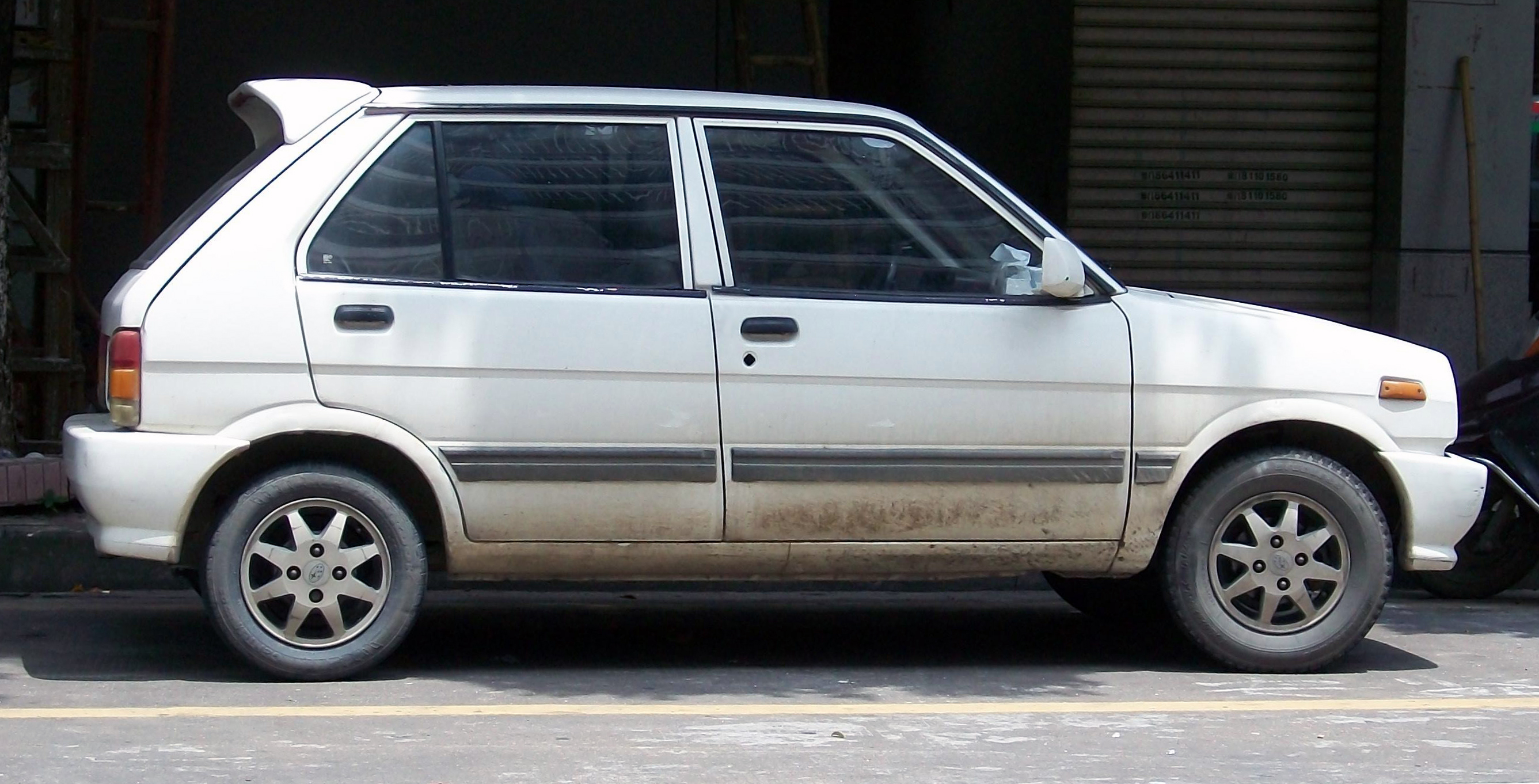
Seitenansicht eines Yunque

Guizhou Youngman Yunque Automobile Company Limited, zuvor Guizhou Yunque, war ein Hersteller von Automobilen aus der Volksrepublik China.

## Unternehmensgeschichte
Guizhou Aircraft Industry Corporation gründete 1993 das Unternehmen Guizhou Yunque in Guizhou zur Automobilproduktion. Im gleichen Jahr begann die Produktion von Automobilen nach Lizenzen von Subaru. Der Markenname lautete Yunque. 1997 gab es Pläne zu einem Joint Venture mit Fuji Heavy Industries. 2004 übernahm Jinhua Youngman Vehicle das Unternehmen und benannte es in Guizhou Youngman Yunque Automobile Company Limited um. 2006 endete die Produktion.

## Fahrzeuge
Erstes Modell war der GHK 7060. Er entsprach dem Subaru Rex der Bauzeit von 1981 bis 1987. Sein Motor hatte 544 cm³ Hubraum.
1994 erschien der GHK 7070, der dem Subaru Vivio entsprach. Sein Motor war mit 658 cm³ Hubraum etwas größer.
Ebenfalls ab 1994 wurde der GHK 7080 produziert. Die Verbindung zum ähnlichen Huaxing YM 6390 von Huaxing Automobile Group ist unklar. Das Modell basierte auf dem Toyota Starlet.
Der GHK 7100 wurde ab 1994 getestet.
1998 folgte der GHK 7060 A, der größer war als der originale GHK 7060.
Eine Quelle gibt an, dass nach der Übernahme durch Youngman der Iran Khodro Samand als GHK 7180 in Lizenz gefertigt wurde. Eine andere Quelle bestätigt die Pläne, betont aber, dass es zu keiner Produktion kam.

## Produktionszahlen
| Jahr     | Produktionszahl    | Quelle            |
| -------- | ------------------ | ----------------- |
| bis 1999 | jährlich etwa 2000 | [ 2 ]             |
| 2000     | 855                | [ 7 ] [ 8 ]       |
| 2001     | 1253               | [ 7 ] [ 8 ]       |
| 2002     | 1831               | [ 7 ] [ 8 ]       |
| 2003     | 1282               | [ 5 ] [ 7 ] [ 8 ] |
| 2004     | 165                | [ 8 ]             |
| 2006     | 20                 | [ 5 ]             |